# Kamila Świerc
Kamila Świerc (ur. ok. 1999) – polska uczestniczka konkursów piękności, Miss Polski (2017).

## Życiorys
Jest absolwentką Zespołu Szkół Ogólnokształcących nr II w Opolu. Była współtwórczynią projektu „W Podróży za Marzeniami", który zachęcał młodzież do podróżowania po świecie autostopem. 
W 2017 uzyskała tytuł Miss Opolszczyzny.
3 grudnia 2017 została ogłoszona Miss Polski 2017 podczas gali w Krynicy-Zdroju. Miała wówczas 18 lat i była studentką komunikacji wizerunkowej na Uniwersytecie Wrocławskim. Była także prezenterką TVP 3 Opole.
Reprezentowała Polskę w konkursie Miss Supranational 2019, gdzie uplasowała się w Top 25.